# Жералду, Жуан
Жуан Педру Феррейру Жералду (порт. João Pedro Ferreiro Geraldo, р. 29 сентября 1995) — португальский игрок в настольный теннис, в составе команды Португалии стал чемпионом Европы в 2014 году и победителем первых Европейских игр в 2015 году.
Левша, играет в атакующем стиле, использует европейскую хватку и  ракетку с  основанием Butterfly Maze Off и накладками Donic Bluefire M1 Turbo с обеих сторон.
Самой высокой позицией в мировом рейтинге ITTF было 58-е место в июле 2016 года.

## Биография
Родился в 1995 году в Миранделе. В 2014 году стал чемпионом Европы в командном разряде. В 2015 году стал чемпионом Европейских игр в командном разряде, заменив в команде травмированного Жуана Монтейру, во время этих соревнований он не проиграл ни одного матча.